# Giovanni Battista Morgagni

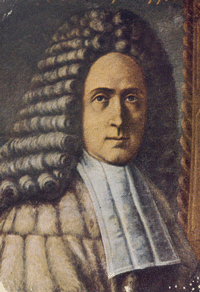
Giovanni Battista Morgagni

Giovanni Battista Morgagni (n. 25 februarie 1682 – d. 6 decembrie 1771) a fost medic și anatomist italian, fondatorul anatomiei patologice. 

## Biografie
S-a născut la Forlì, într-o familie destul de înstărită, chiar dacă nu aparținea nobilimii. Și-a pierdut tatăl de la vârstă fragedă.
În perioada 1698 - 1701, studiază la Bologna. După obținerea doctoratului în medicină și filozofie, lucrează pe la diverse spitale din Bologna și ca asistent al profesorului său, Antonio Maria Valsalva Împreună au întreprins diverse studii anatomice, printre care și studiul laringelui.

## Activitate

De sedibus, 1765

### Lucrări
- 1679: Sepulchretum: sive anatomia practica ex cadaveribus morbo denalis
- 1706: prima parte din Adversaria anatomica
- 1717: a doua parte din Adversaria anatomica
- 1761: De Sedibus et causis morborum per anatomem indagatis[2] ("Asupra sediului și cauzelor bolilor") - cea mai valoroasă lucrare a sa